# Tina Bøttzau
Tina Bøttzau, född den 29 augusti 1971 i Kolding, Danmark, är en dansk handbollsspelare.

## Klubbkarriär
Under största delen av sin karriär spelade hon för klubben Skovbakken i Århus. Hon spelade för klubben i två perioder 1992-1995 och sedan avslutade hon sin karriär i klubben 1997-2001. Det var en knäskada som satte stopp för karriären. Hon vann en silvermedalj i danska mästerskapet med klubben. Hennes år i GOG 1995-1997 slutade också utan titlar. Så med klubblaget blev det inga stora meriter.

### Landslagskarriär[2]
Landslagskarriären 1990 till 2000 var mycket framgångsrik. Hon spelade 120 matcher och gjorde 250 mål i landslaget. Största framgångana var när hon tog OS-guld i damernas turnering i samband med de olympiska handbollstävlingarna 1996 i Atlanta. Hon försvarade ihop med sitt lag OS-guldet i damernas turnering i samband med de olympiska handbollstävlingarna 2000 i Sydney. Men hon var också med och vann VM-guld med Danmark 1997 liksom EM-guld 1996.

## Klubbar
- Kolding IF ( - 1990/ 1992?)
- Skovbakken  ( 1992- 1995)
- GOG (1995- 1997)
- Skovbakken (1997- 2001)